# Fatima Mernissiloopbrug
De Fatima Mernissiloopbrug is een fiets- en voetgangersbrug op de grens van de Belgische gemeenten Brussel en Sint-Jans-Molenbeek. De brug loopt over het Kanaal Charleroi-Brussel. De brug bevindt zich ter hoogte van de Ninoofsepoort en het Millennium Iconoclast Museum of Art (MIMA).
De brug werd vernoemd naar Fatima Mernissi, een Marokkaanse sociologe en schrijfster.

## Geschiedenis
De Fatima Mernissiloopbrug opende in september 2021. Ongeveer gelijktijdig werden verderop over hetzelfde kanaal twee andere fiets- en voetgangersbruggen gebouwd, de Loredana Marchiloopbrug en de Suzan Danielbrug. De werken werden uitgevoerd door Beliris.